# Осілі птахи
Осілі птахи — птахи, що не здійснюють регулярних міграцій, у протилежність до міграційних птахів.
Багато популяцій птахів залишаються на одному місці за сприятливих природних умов, проте за нетипових природних умов (наприклад, вкрай холодної зими або посухи) або зміни чисельності популяції ці птахи можуть здійснити міграцію до іншого району.
Переважна більшість видів осілих птахів мешкають в таких умовах, де сезонні зміни не впливають на доступність корму — тропічному і субтропічному кліматі. У помірному і північному поясі таких птахів небагато; до них зокрема належать синантропи — птахи, що мешкають поблизу людини і залежні від неї: сизий голуб (Columba livia), хатній горобець (Passer domesticus), сіра ворона (Corvus cornix), галка (Corvus monedula) і деякі інші. Частина осілих птахів, яких також називають напівосілими, поза сезоном розмноження переміщається на незначні відстані від своїх гніздовій — на території України до таких птахів можна віднести, зокрема, глушців (Tetrao urogallus), рябчиків (Bonasa bonasia), тетеруків (Tetrao tetrix), частково сорок (Pica pica) і звичайну вівсянку (Emberiza citrinella).